# Stanley Plotkin
Stanley A. Plotkin (ur. 12 maja 1932 w Nowym Jorku) jest amerykańskim lekarzem pracującym jako konsultant w wytwórniach szczepionek, takich jak Sanofi Pasteur, jak również w firmach biotechnologicznych, organizacjach non-profit i rządowych. W latach 60. XX wieku odegrał znaczącą rolę w odkryciu szczepionki przeciwko wirusowi różyczki podczas pracy w Instytucie Wistar w Filadelfii. Plotkin był członkiem aktywnej grupy badawczej w Wistar od 1960 do 1991. Obecnie, poza pozycją profesora emeritusa w Wistar, jest też profesorem emeritusem na Katedrze Pediatrii na Uniwersytecie Pensylwanii. Jego książka pt. Vaccines jest standardową pozycją w dziedzinie szczepień. Jest redaktorem czasopisma Clinical and Vaccine Immunology wydawanego przez American Society for Microbiology w Waszyngtonie.

## Wczesne życie i edukacja
Plotkin jest synem żydowskich angielskich imigrantów, Lee i Josepha. Urodził się i wychował w Nowym Jorku, gdzie uczęszczał do Bronx High School of Science. Podczas uczęszczania do tej szkoły w wieku 15 lat przeczytał 2 książki, które głęboko wpłynęły na jego późniejszą edukację i wybór kariery zawodowej: Arrowsmith Sinclaira Lewisa i Microbe Hunters Paula de Kruifa. Plotkin zdecydował, że zostanie lekarzem i badaczem naukowym. W związku z tym po ukończeniu Bronx High School of Science w 1948 uczęszczał do Uniwersytetu Nowojorskiego (Bachelor of Science w 1952 roku), następnie do SUNY Downstate Medical Center (Doktor nauk medycznych w 1956). W 1963 roku otrzymał stopień GME (Graduate Medical Education) w School of Medicine na Uniwersytecie Pensylwanii.

## Kariera

### Instytut Wistar
Podczas pobytu w Instytucie Wistar w Filadelfii, Plotkin pracował nad kilkoma szczepionkami, najważniejsze z nich to szczepionki przeciwko różyczce, wściekliźnie, rotawirusom i cytomegalowirusowi (CMV). Utworzył szczepionkę przeciwko różyczce, bazującą na szczepie RA 27/3 (również utworzonym przez Plotkina korzystając z komórek macierzystych WI-38). Szczepionka ta została udostępniona na rynku w 1969 roku. Szczepionka ta, według Centers for Disease Control and Prevention, doprowadziła do zlikwidowania choroby na terenie Stanów Zjednoczonych. Plotkin, pracując z Tadeuszem Wiktorem i Hilarym Koprowskim, wyprodukował ludzką szczepionkę przeciwko wściekliźnie w latach 60. i 70. XX wieku. Szczepionka ta może zostać użyta jako środek zapobiegawczy dla ludzi, którzy mają większe prawdopodobieństwo zarażenia, jak również w celu leczenia osób, które zostały bezpośrednio narażone na działanie choroby, praktycznie w 100 procentach przypadków zapobiegając infekcji. Kolejną szczepionką którą Plotkin wyprodukował wspólnie z H. Fred Clarkiem i Paulem Offitem, była szczepionka przeciwko rotawirusom. W 2006 roku, szczepionka tej grupy naukowców stała się częścią zalecanego przez Stany Zjednoczone kalendarza szczepień. W roku 1970 Plotkin przewodniczył przy rozwoju eksperymentalnej szczepionki przeciwko cytomegalowirusowi (CMV). Szczepionka ta, wyprodukowana korzystając z osłabionych wirusów, jeszcze nie jest w komercyjnej produkcji.

### Inne zajmowane stanowiska
- 1956: staż, Cleveland Metropolitan General Hospital[5][4]
- 1957: oficer, Epidemic Intelligence Service, United States Public Health Service[4]
- 1959–1973: instruktor, później profesor nadzwyczajny, School of Medicine, University of Pennsylvania
- 1961: lekarz rezydent, Children’s Hospital of Philadelphia[3][4]
- 1962-1963: lekarz rezydent, Hospital for Sick Children London
- 1964: stypendysta Joseph P. Kennedy Jr. Foundation[10]
- 1965–1972: asystent lekarza, Children’s Hospital of Philadelphia
- 1972–1990: dyrektor oddziału chorób zakaźnych i starszy lekarz, Children’s Hospital of Philadelphia[5][11]
- 1974–1991: profesor pediatrii i mikrobiologii, School of Medicine, University of Pennsylvania[11]
- 1974–1991: profesor wirusologii, Wistar Institute[11]
- 1984–1986: przewodniczący personelu medycznego, Children’s Hospital of Philadelphia
- 1991–1998: dyrektor medyczny i naukowy Pasteur Merieux Connaught, Marnes-la-Coquette[11]
- 2003: emerytowany profesor, Wistar Institute
- 2006: emerytowany profesor wirusologii, University of Pennsylvania
- 2006: doradca wykonawczy, Sanofi Pasteur
- 2014: starszy doradca, Global Virus Network[12]
- zastępca przewodniczącego, Oddział Pediatrii, University of Pennsylvania
- członek Center for HIV/AIDS Vaccine Immunology[13]
- adiunkt, Johns Hopkins Bloomberg School of Public Health[14]
- doradca naukowy, Mymetics[15]

## Nagrody
- 1987: Nagroda Pamięci Jamesa D. Bruce’a, American College of Physicians[16]
- 1993: Nagroda Wybitnego Lekarza, Pediatric Infectious Disease Society[17]
- 1995: Nagroda Wirusologii Klinicznej Pamięci Eda Nowakowskiego Seniora, Pan American Society for Clinical Virology[18]
- 1998: Medal Kawalera Francuskiej Legii Honorowej[19]
- 2002: Złoty medal Alberta B. Sabina[20]
- 2005: wybór na członka Institute of Medicine of the National Academies[21]
- 2007: Nagroda Wybitnego Absolwenta School of Medicine na Uniwersytecie Pensylwanii[7]
- 2009: Maxwell Finland Award for Scientific Achievement[22]
- 2013: Medal za zasługi Caspar Wistar[23]
- 2013–2014: Nagroda Hamdana za Wybitne Osiągnięcia Badawcze[24]
- 2014: Nagroda dra Charlesa Mérieux za Zasługi w Wakcynologii i Immunologii[25]

## Życie osobiste
Plotkin i jego żona, Susan, mają dwójkę dzieci – Michaela i Aleca. W 1957 roku Plotkin chciał dołączyć do US Air Force by uczyć się latać, ale zamiast tego zaczął pracę w Epidemic Intelligence Service. Ostatecznie zrealizował swoje marzenie o lataniu w wieku 74 lat.